# Conductància tèrmica
La conductància tèrmica és una mesura de transferència de calor a través dels materials, similar a la conductivitat tèrmica, però per a materials no homogenis. En aquest cas es mesura la quantitat de calor transferit a través del material en un temps i superfície unitaris, per a un gruix especificat (no necessàriament unitari).